# Unulfo
Unulfo (Onoulphus, Onoulf, Unulf e Hunulf;, italianizzato anche in Onulfo; fl. 470-479) è stato un generale romano di origine scira, magister militum per Illyricum dal 477 al 479.

## Biografia
Unulfo era uno sciro, fratello di Odoacre e come lui cresciuto alla corte di Attila re degli Unni, che entrò a far parte dell'esercito romano e ne salì i gradi negli anni 470.
Ottenne la protezione del generale Armazio, che lo fece nominare prima comes e poi, nel 477, comandante per l'Illiria (magister militum per Illyricum). Per volere dell'imperatore Zenone, Unulfo assassinò Armazio quello stesso anno, malgrado gli dovesse essere molto riconoscente (le fonti riportano che Armazio gli prestò persino una forte somma di denaro per pagare un banchetto).
Unulfo rimase in carica fino al 479, quando cadde in disgrazia.

## Collegamento tra Unulfo e Odoacre

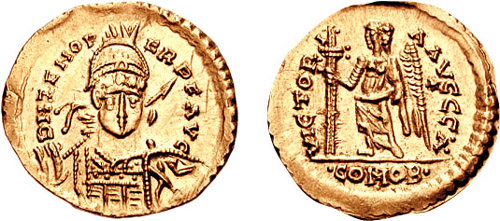
Solido coniato da Odoacre, capo degli Eruli e in seguito Re d'Italia, nel nome di Zenone.

Una recente pubblicazione di Stephan Krautschick ha introdotto una nuova ipotesi sulle origini di Armazio, proponendo una relazione tra la famiglia di Armazio e Basilisco e il capo degli Eruli e in seguito Re d'Italia Odoacre. Secondo tale ipotesi, sostenuta da diversi studiosi, Armazio era fratello di Unulfo e Odoacre, che quindi era nipote di Basilisco e Verina, moglie dell'imperatore Leone I e sorella dell'imperatore Basilisco. Questa ipotesi è in grado di spiegare perché Armazio aiutò largamente Unulfo nella sua carriera, e che fu infatti un suo stesso fratello ad assassinarlo.
Il collegamento tra Armazio, Odoacre e Unulfo è tratto da un frammento di Giovanni di Antiochia (209.1), nel quale Unulfo è descritto come l'assassino e il fratello di Armazio. Prima dell'interpretazione di Krautschick e da alcuni studiosi che rigettano la sua ipotesi, tale brano viene emendato in maniera che dica che "Odoacre fu il fratello di quell'Unulfo che assassinò Armazio": tale emendamento rende il brano compatibile con le testimonianze degli altri storici dell'epoca, in quanto né Giovanni Malala né Malco fanno alcun riferimento al fatto che Armazio fosse stato ucciso da suo fratello, o ad un legame familiare tra Odoacre e Basilisco.